# 三個臭皮匠

三個臭皮匠「官方」標誌。從左到右： Moe Howard 、 Curly Howard 和 Larry Fine。

三個臭皮匠，或作活寶三人組，是美國雜耍喜劇組合，活躍於1922年至1970年。以他們的190部由哥倫比亞影業出產的短片聞名，在1958年後這些短片經常在電視上播放。他們的招牌是鬧劇及巴掌棍。在影片中，臭皮匠以真實名字互稱。在活動期間總共有六個臭皮匠（Moe Howard，Shemp Howard，Larry Fine，Curly Howard，Joe Besser以及Joe DeRita），但只有三個參與演出。在整個團體中，Moe Howard與Larry Fine擔任支柱超過四十年。

## 概览
三個臭皮匠一般称作他们的名：“Larry 、 Moe 和 Curly”和“Moe 、 Larry 和 Shemp”和其他阵容。一个表演原始以 Moe Howard、兄弟 Shemp Howard 和老友 Larry Fine 为特色。Shemp 后来由兄弟 Curly Howard 替换。当 Curly 1946年患了严重中风，Shemp 加入该行列。1955年 Shemp 死后，他由秃头喜剧演员 Joe Besser 替换，之后使用特技替身 Joe Palma 录制一些短促的“Shemp”镜头。终于 Joe "Curly-Joe" DeRita (Joseph Wardell出生) 替换了他。Larry 之后，在1970年遭受了严重中风，他无法继续拍摄。戏剧老演员Emil Sitka，商定去替换Larry—但没有电影在他替换之后拍摄，虽然宣传照片中有他有和 Larry 像的头发。摆好和 Moe 和 Curly-Joe 的姿势（见下面）。无论如何，Larry 1970年的中风瘫痪标志了这部电影的结束。他死于1975年1月。 Moe在几个月后死于癌症。